# Toys "R" Us
Toys "R" Us (skrivet som Toys "Я" Us i logotypen) är en leksakskedja från USA. Företaget hade 739 butiker i USA fram tills 2018 och cirka 600 i 29 andra länder, både franchises och egna. Företaget grundades av Charles Lazarus (1923-2018) 1948 i Washington, D.C. under den babyboom som pågick i USA efter andra världskriget.

## Toys "R" Us i Norden
I Norden fanns 73 butiker som drevs av franchisetagaren TOP-TOY A/S: 23 i Sverige, 20 i Danmark, 19 i Norge, 8 i Finland och 3 på Island.
I september 1994 slog företaget upp sina första portarna i Sverige, vilket skedde i Stockholm, Malmö och Göteborg.
I maj 1995 uppstod en konflikt i Sverige mellan företaget och facket Handels då företaget vägrade skriva på kollektivavtal med motiveringen att de i andra länder inte skrivit på liknande avtal. Andra fackförbund anslöt sig i solidaritet och försatte företaget i en blockad. Strejken avslutades i augusti när företaget skrev på ett avtal med Handels.
Den 28 december 2018 sattes företaget TOP-TOY A/S i konkurs. Samtliga Toys R Us butiker i Norden har avvecklats.